# 도미다촌 (아이치현)
도미다촌(富田村)은 아이치현 하즈군에 설치되었던 촌이다. 현재의 니시오시에 해당한다.